# Deli (компания)
Deli Company — китайский производитель широкого ассортимента карандашей, ручек, принадлежностей для рисования и прочих канцелярских товаров.
Компания является лидером на рынке канцелярских товаров в Китае владея более чем 45000 магазинами внутри страны. Deli также ведёт отраслевой бизнес электронной коммерции благодаря сильному присутствию на Tmall и JD.com.

## История
Компания была создана в 1981 году как частное предприятие в Китайском городе Нинхай. С начала компания производила подставки для ручек, а сегодня компания производит широкий ассортимент товаров для офиса и школы.
В 1997 году компания начала экспортировать свою продукцию в Японию. Сегодня Deli продаёт свои товары более чем в 100 стран мира и создало 8 филиалов и студий в Японии, США, ОАЭ, Индонезии, Польше, Египте, Корее и Германии.

## Продукция
В нижеприведённой таблице представлены все продукты Deli:
| Категория                              | Продукция |
| -------------------------------------- | --- |
| Клей                                   | Индексные вкладки, стикеры, клей-карандаш, жидкий клей, скотч, аксессуары |
| Степлеры и дыроколы                    | Степлер, лёгкий степлер, мощный степлер, степлеры и устройства для удаления, дырокол, мощный дырокол |
| Файлы и папки                          | Серия Rio, папка-регистратор, папка с арочной рукояткой, разделители, книга-витрина, футляр для документов, расширяемый файл, портфель, папка, пакет для файлов, пакет на молнии, защитный лист, книга визитных карточек, доска с зажимом                                                             |
| Режущие инструменты и чертёжные наборы | Ножницы, резак, триммер для бумаги, чертёжный набор, рулетка |
| Организаторы                           | Расходные материалы для офиса, держатель для ручек, настольный органайзер, лоток для файлов, контейнер для журналов, шкаф для файлов, сетчатый органайзер, управление отходами, держатель для визитных карточек, ящик для файлов, подушка для штампов/чернила, увлажняющее средство для пальцев, лупа |
| Калькуляторы                           | Настольный калькулятор, научный калькулятор, карманный калькулятор |
| Офисные машины                         | Измельчитель бумаги, ламинатор, переплетная машина, нумеровочная машина, пистолет для ценников |
| Визуальное представление               | Белая доска, доска объявлений, мобильная доска, мольберт для флипчарта, аксессуары для досок, именной бейдж, ремешок |
| Бумага                                 | Блокнот в мягкой обложке, блокнот в твердой обложке, блокнот в кожаной обложке, копировальная бумага |
| Письменные принадлежности              | шариковые ручки, ручки-роллеры, гелевые ручки, механические карандаши, Фломастеры, текстовыделители |
| Coloring                               | цветные карандаши, карандаши для акварели, мелки, масляная пастель |
| Геометрия                              | Компас, продукты для черчения |
| Школьные аксессуары                    | резинки, точилки, корректоры, школьный степлер, письменные доски, карандашные захваты |
| Создание                               | Паста, пластилин, ваяльная глина |
| Школьная организация                   | Школьная подставка для ручек, школьная книга, сумка для школьных папок, расширяемая школьная папка, карандаш, папка школьного отчёта |

## Награды
- В 2015 году компания вошла в список 500 производителей Китая (#398)[6];
- В 2015 году компания вошла в список 500 частных предприятий Китая (#492)[7];
- В 2016 году компания получила награду от International Forum Design[англ.] за дизайн товара[8];
- В 2017 году году компания вошла в список 500 частных предприятий Китая (#316);
- В 2018 году компания вошла в список 500 производителей Китая (#186);
- В 2018 году компания вошла в список 500 частных предприятий Китая (#326).

## Одобрения
- Телеведущий Chen Luyu был официальным представителем Deli с 2012 по 2014 годы[9].
- ТВ журналистка Yang Lan[англ.] стала официальным представителем Deli в 2015 году.
- В 2016 году компания была официальным поставщиком канцелярских товаров для встречи глав G20 в Ханчжоу[10].
- Китайский певец Roy Wang[англ.] стал официальным представителем Deli в октябре 2021 года[11].